# Масерија Ло Муто (Потенца)
Масерија Ло Муто (итал. Masseria Lo Muto) је насеље у Италији у округу Потенца, региону Базиликата.
Према процени из 2011. у насељу је живело 69 становника. Насеље се налази на надморској висини од 943 м.